# 新街场
新街場位於吉隆坡南部，距離市中心約10公里。鄰近舊古仔（Kuchai Lama）、沙叻秀（Salak South）及武吉加里爾（Bukit Jalil）。是吉隆坡南部一帶最早發展的區域之一，早期的經濟支柱以採錫為主，曾有有當時全世界的最大露天礦坑，目前當地的經濟中心已轉型為重工業為主，如煉鐵、機械製造業等，但當地分佈著為數不少的廢礦湖，是早期採錫所遺留的遺跡。

## 歷史
自19世紀末起，新街場是馬來半島重要的產錫重鎮，由張郁才和陳振永所開設鴻發錫礦有限公司，更曾在新街場挖掘當時全世界最大的露天礦坑，該礦坑長達1000公尺，寬400公尺，深103公尺，所挖掘的土方量總計達3,060萬立方公尺。錫產業的蓬勃發展，更是催生了吉隆坡南部的多個錫礦聚落，包括沙登、蒲種等。
1974年2月1日，新街場與甲洞（Kepong）、白沙羅（Damansara）、文良港（Setapak）、吉隆坡市區（KL Bandar）從雪蘭莪分割出來一同組成聯邦直轄區。

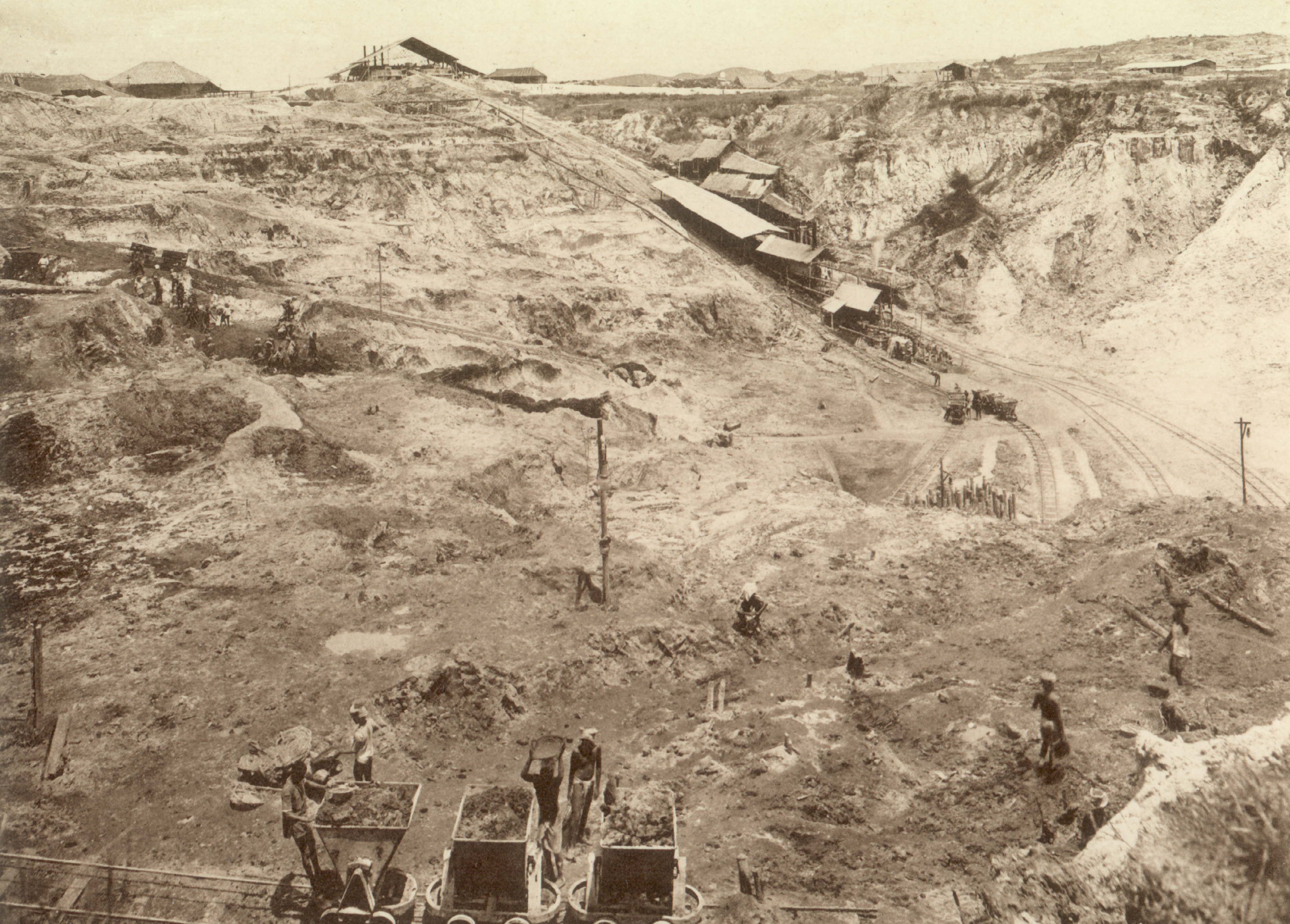
1910年新街場開採錫礦之境況
當時經營錫礦開採的工人多為中國南下之華工
1910年新街場已出現大量煉錫工廠與聚落

### 新街場埠

新街场埠

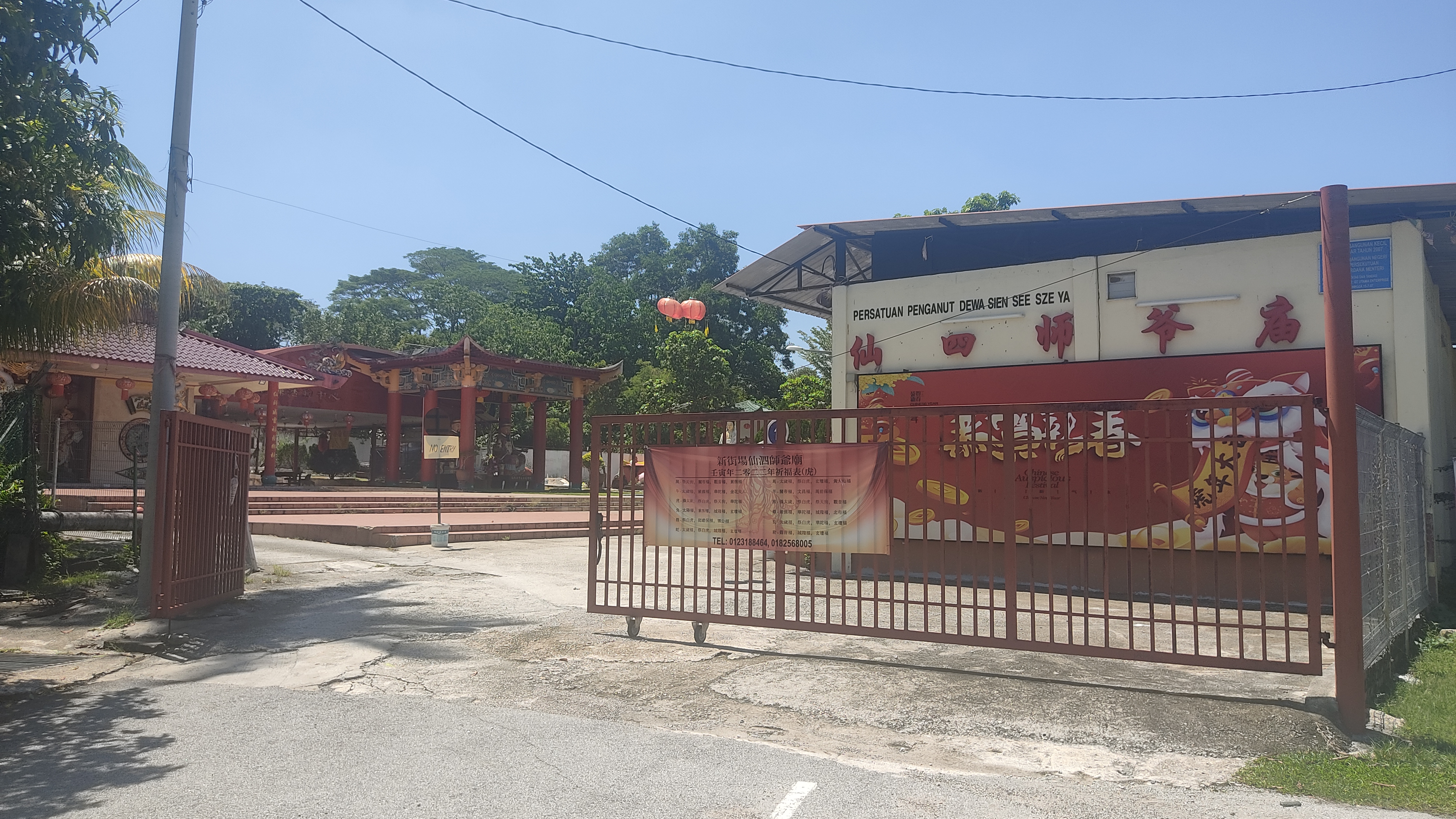
新街场仙四师爷庙入口

新街場埠（Pekan Sungai Besi）是位於沙叻秀通往綠野仙踪主題樂園（The Mines）的一個小鎮，與南湖鎮（Bandar Tasik Selatan）為鄰，是新街場一帶最早開埠的地區之一。於1933年形成，在緊急狀態期間，政府為了圍剿馬來亞共產黨，曾經在此施行封城措施。這裡許多建築都是在二戰前建立，極具殖民時期的建築風格，但在50年代新村計畫的推行下，許多原本居住在新街場外圍的居民被迫搬遷至沙叻秀與沙登的新村內，加上人口持續地外移，使得這原始以華人的社區，隨著其他民族居住而起了變化，目前新街場埠約90%的居民為馬來人。因這裡富含歷史價值，吉隆坡市政府在推行“2020大吉隆坡計畫”時，將此區列為遺產文化區，編列在遺產建築城區第二組別，放眼將此區打造為可媲美吉隆坡市中心發展的邊界樞紐。在2015年起，開始為新街場埠的主要道路進行美化及人行道拓寬工程及設立休憩區，2019年則在各巷子的建築繪上壁畫，寄望能打造成為旅遊景點。原本新街場埠還有另一個特色，就是這裡的街道名還保留早期的特色且以英文命名，吉隆坡市政府也曾在2007至2008年間，以提升當地經濟及街道的辨識度為由，將新街場埠部分富有殖民歷史價值的七條道路之名稱進行更改，包括郵政局路（Post Office Street）改為蘇亞莎路（Jalan Suasa）、市場街（Market Street）改為蘇亞莎4路（Jalan Suasa 4）等。
新街場仙四師爺廟是新街场埠唯一的廟宇，根據廟宇正庭楹聯上雕刻的文字顯示，該廟宇建於1901年，該廟宇最初建於稱為老街場的芎蕉園（今日綠野仙踪主題樂園）附近，在1934年隨著居民搬遷至新街场埠，主要供奉的是仙師葉盛明利宮甲必丹及四師爺鐘來公（鐘四公），另外還有供奉觀音及其他神明。在緊急狀態頒布之前，因臨近華人人口眾多，香火鼎盛，自從華人被迫遷至鄰近的華人新村後，新街場的華裔人口大大地減少，而直接影響該廟宇的香火。

### 新街場皇家空軍基地

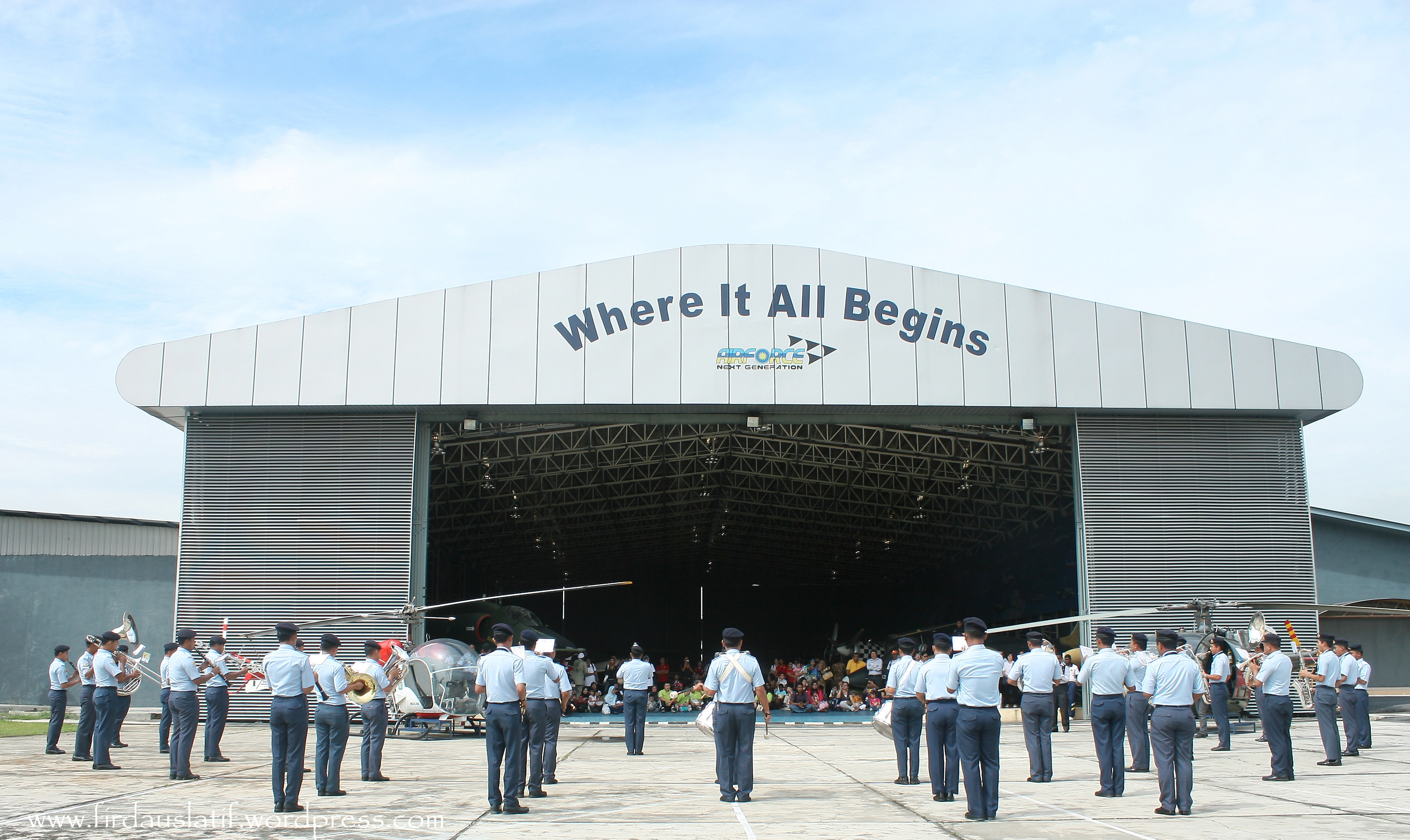
搬遷前的新街場空軍博物館

新街場皇家空軍基地是新街場地區主要地標，並佔用了新街場北部大部分的面積，位於新街場舊機場路，外圍即為隆芙大道（KLS），其他地區南上進入吉隆坡市區前，必經先看見佔地廣闊的空軍基地，而新街場一帶的建築也因其因素，有高度限制令，因此區內數十年來並未興建高聳建築。新街場皇家空軍基地是英國空軍在馬來亞的第一座空軍基地，自1941年6月1日開始使用，在1956年8月1日被升格為國際機場，馬來西亞獨立以後，在1960年10月25日，英國政府將這基地轉交給當時的馬來亞聯合邦空軍使用。許多空軍部隊曾經部署於此，包括第一空軍師司令部、航空醫學院、第10中隊、第3分調遣隊、電子作戰支援中心、空軍博物館等。2010年，馬來西亞政府宣佈計劃關閉機場，並在此基地開發為大馬城（Bandar Malaysia），作為「擴展吉隆坡市中心」之用，而皇家空軍基地則搬遷至森美蘭州。佔地486英畝的大馬城，此發展計劃設有隆新高鐵的吉隆坡終站，並通過銜接4 大城堡线、6 吉隆坡机场快线、7 吉隆坡机场支线及12 布城线 ，成為吉隆坡主要的公共運輸樞紐，同時也將建立一個綜合地下城。

### 拉薩敏申組屋
拉薩敏申組屋（Razak Mansion）位於新街場大道旁，是馬來西亞獨立後，第一個建造的組屋，共分為3期15棟建築，每棟皆為4層樓高。每期建築都有不同風格，第一期為一座座獨立式組屋，第二期為四合院式的組屋，第三期則係設有中庭的組屋，後來也稱為馬來西亞新建組屋的模範。拉薩敏申組屋在2017年起，陸續被拆除，讓路給新發展計畫，並改建為3棟20層樓及13層樓，共658個單位的1拉薩敏申組屋（1Razak Mansion）。

### 新街場越南難民營暴動
在1991年，馬來西亞政府曾經針對因南越政權崩潰後，逃來馬來西亞的越南難民，在新街場設置難民營，這些難民原本都被安置於登嘉樓外海的比農島（Pulau Bidong），因受到當地漁民的抗議，在1991年11月30日，比東島難民收容所關閉，還留在島上的1.2萬名難民，則被移至新街場難民營，繼續等待第三國家收容。因有部分的難民被認定為“經濟難民”，不符合送往第三國條件。
在1993年4月7日，難民營爆發了一起絕食及示威活動。這場逾兩周的活動，在馬來西亞國家安全理事會及聯合國難民署代表調解後，平息了這場風波。此後，馬來西亞政府在1994年10月24日宣布會於1995年8月31日關閉新街場難民營，營內所有的難民都必須離開馬來西亞。這些難民於1995年6月5日，第二度爆發示威，大批難民衝上吉隆坡街頭。經過5天，在馬來西亞警方、聯合國難民署、美國大使館與難民代表談判後，難民態度放軟，願意被遷移至彭亨州，與此同時，此前曾於警方對峙的20名男女則被警方提控上庭，但他們最終獲判無罪釋放。
距離新街場難民營關閉的日子不遠之際，難民營再次發生騷亂。難民隨後還引火焚燒難民營，多名難民及警方在這起暴亂中受傷。聯合國難民署於1996年3月宣布，從該年6月30日開始，不再支援及管理東南亞的難民營。同年4月開始，這些難民陸續返回越南，至於那些非自願回國的難民，則遭馬來西亞政府強制性遣返越南。1996年6月25日，越南難民被遣送回國後，新街場難民營被改建成「馬來西亞工業園」。

## 教育
新街場地區設有兩所華小，分別為尊孔華小及三育華小，馬來西亞國防大學（UPNM）的總校區亦設置於此。
| 学校编号 | 地区     | 中文名称 | 马來文名称       | 邮政 编码 | 位置 | 津贴 制度 | 学生 数量 | 坐标                                        |
| -------- | -------- | -------- | ---------------- | --------- | ---- | --------- | --------- | ------------------------------------------- |
| WBC0120  | 新街场路 | 尊孔华小 | SJK(C) Confucian | 57100     | 市区 | 半津      | 579       | 3°06′35″N 101°42′15″E / 3.1098°N 101.7041°E |
| WBC0135  | 新街场路 | 三育华小 | SJK(C) Sam Yoke  | 57100     | 市区 | 半津      | 193       | 3°07′36″N 101°42′29″E / 3.1266°N 101.7080°E |

## 交通

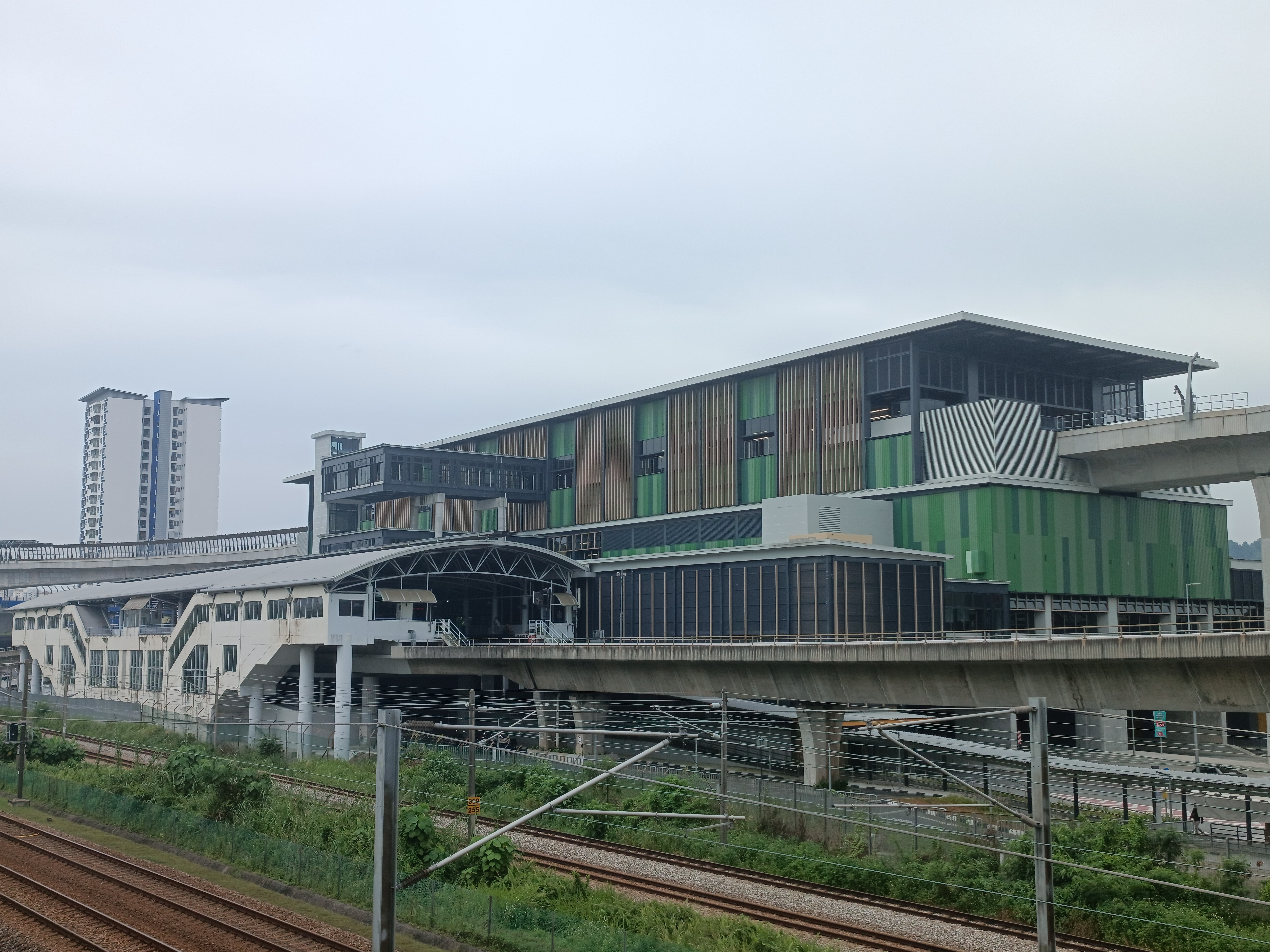
新街場站外观

新街場是吉隆坡南部重要的交通樞紐，新街場機場更是吉隆坡第一個商用機場，直到1965年梳邦機場啟用後，被馬來西亞空軍接收，改為新街場皇家空軍基地，直到2011年機場停運，清空後土地將用作「擴展吉隆坡」之用，并将會打造成大馬城（Bandar Malaysia），計畫中的隆新高鐵吉隆坡站，將會設置於此。

### 鐵路
4 大城堡线的新街場站是新街場地區的主要車站并可换乘至2023年启用的12 布城线，使该站成為吉隆坡南部主要的换乘站，私人公司也計畫配合新发展项目而在1 芙蓉线新设站，名为吉隆坡马驹城站（Maju KL）。
| 車站編號  | 車站名称 | 原文名      | 车站服务            |
| --------- | -------- | ----------- | ------------------- |
| SP16 PY29 | 新街場站 | Sungai Besi | 4 大城堡线12 布城线 |

### 公路
新機場一帶有許多高速公路行經，包括新街場大道（BESRAYA）、隆芙大道（KLS）與莎亚南大道（KESAS），可通往巴生、布城、八打靈再也等地。新街場交流道也是南北大道南段的起點，連結馬來半島中、南部的四个州：雪蘭莪，森美蘭，馬六甲和柔佛，以及新加坡。